# Buried (Prison Break)
| "Buried"           | "Buried"                |
| ------------------ | ----------------------- |
| Capítulo #         | Temporada 2, Capítulo 7 |
| Guion              | Seth Hoffman            |
| Director           | Sergio Mimica Gezzan    |
| Emisión en EUA     | 2 de octubre de 2006    |
| Cronología         |                         |
| Capítulo anterior  | Subdivision             |
| Capítulo siguiente | Dead Fall               |

"Buried" es el séptimo capítulo de la segunda temporada de la serie Prison Break, el cual salió al aire el 2 de octubre de 2006, a través de FOX, en los Estados Unidos.

## Sinopsis
Haywire (Silas Weir Mitchell) está en Algoma, Wisconsin, donde roba una bolsa de provisiones de una tienda propiedad de un hombre lisiado y huye, con el perro del hombre persiguiéndole. Haywire y el perro terminan en una playa, donde le cuenta que piensa construir una balsa e irse a vivir a un molino en Holanda.
La hija de Jeannette (Diana Scarwid), Ann (Alexandra Lydon), es aparentemente un oficial de policía que llega para ver que T-Bag (Robert Knepper) tiene a su madre como rehén  y que la amenaza con un martillo. Sucre (Amaury Nolasco) intenta reducirla, pero falla, sin embargo, Lincoln (Dominic Purcell) sí lo consigue. Jeannette y Ann son amordazadas y atadas a unas sillas de la cocina. Sucre se queda encargado de vigilarlas y Ann consigue que le quite la mordaza al pedirle sus píldoras, que necesita para su bebé.
Tweener (Lane Garrison) es interrogado por Mahone (William Fichtner) en el centro federal de detención de Utah. Mahone le enseña a Tweener las fotos de la escena del crimen del asesinado Dr.Gudat y le asegura que T-Bag volverá a matar. Mahone le promete a Tweener que no le aumentarán la pena y que le mandarán a Club Fed si coopera y les dice dónde están los otros fugitivos de Fox River.
L.J. Burrows (Marshall Allman) está en el centro de detención de Klipton en Kingman, Arizona, y es llevado a una sala para ver a su abogado. Allí éste le dice que la mañana siguiente va a ser puesto en libertad. Cuando la liberación de L.J. es anunciada en las noticias de la cadena Fox, Lincoln insiste en ir y recogerlo. Se separa de Michael porque él no quiere marcharse sin el dinero de Charles Westmoreland. Las palabras de despedida de Michael fueron: “Bolshoi Booze. Tres días.”
La Dra. Sara Tancredi (Sarah Wayne Callies) va al despacho de su padre donde es informada de que su nominación para Vicepresidente de los Estados Unidos ha sido retirada por la presidenta Caroline Reynolds. Cuando le pregunta al ayudante del gobernador cuándo un nominado popularmente aceptado es rechazado de esa manera, él le responde: “nunca.” Sara más tarde encuentra a su padre en su casa, ahorcado. El médico forense determina que había sido un suicidio. Cuando el agente Kim (Reggie Lee) habla con el agente Kellerman (Paul Adelstein), queda claro que él ha organizado la muerte del gobernador Tancredi. Sara vuelve a su apartamento y allí encuentra otra grulla de origami en una carta, seguramente de Michael, y drogas preparadas encima de la mesa para su propia muerte por sobredosis de morfina. Mientras tanto, alguien se acerca sigilosamente a ella por detrás.
Michael y los otros fugitivos encuentran la caja enterrada que contiene los cinco millones de dólares de Westmoreland. Dividen el dinero, pero antes de que puedan marcharse, Sucre entra al garaje y les apunta con la pistola a Michael, a T-Bag y a C-Note, pidiéndoles el dinero.
Mahone habla con Tweener de Oscar Shales, llamando a esa charla una confesión, mientras se toma rápidamente unas píldoras de midazolam. Tweener no quiere delatar a los otros aunque al final acepta, pero solamente lleva al agente Mahone a casa de Debra Jean Belle, donde le dice lo que siente por ella, le pide perdón y se despide. Mahone inmediatamente se lleva a Tweener en coche y le confiesa que él mató a Oscar Shales. Después le dice: “Lo siento chico, yo no tengo nada contra ti, pero ellos sí.” Seguidamente mata a Tweener y le pone el arma en la mano para que parezca que le había quitado el arma y había habido un forcejeo.
- Datos: Q3231687